# Pokrzywnik
Pokrzywnik (Duits: Riemendorf) is een plaats in het Poolse woiwodschap Neder-Silezië. 

## Bestuurlijke indeling
Vanaf 1975 tot aan de grote bestuurlijke herindeling van Polen in 1998 viel het dorp bestuurlijk onder woiwodschap Jelenia Góra, vanaf 1998 valt het onder woiwodschap Neder-Silezië, in het district Lwówecki. Het maakt deel uit van de gemeente Lubomierz.

## Geschiedenis
Na de Tweede Wereldoorlog werd het gebied onder Pools bestuur geplaatst en etnisch gezuiverd volgens de naoorlogse Conferentie van Potsdam. De Duitse bevolking werd verdreven en vervangen door Polen.